# Конституция Пунтленда
Конституция Пунтленда — руководящий документ и правовая основа автономного региона Пунтленд в Сомали. Является высшим законом, документирующим обязанности, полномочия, структуру и функции правительства Пунтленда, подчиняющимся только федеральной конституции Сомали. Действующая конституция, принятая 18 апреля 2012 года, является первой и единственной постоянной конституцией региона Пунтленд.

## Конституции

### Временная хартия 1998 года
Делегаты, представляющие различные местные кланы, начали прибывать в Гароуэ с начала мая 1998 года на открытие конституционной конференции 15 мая. Организация «Shir Beeleed» (общественная конференция), впоследствии известная как «Shir-Beeleedka Dastuuriga ah ee Garowe» (конституционная конференция общины Гароуэ), включала регистрацию и размещение делегатов, проводившуюся подготовительным комитетом, который организовал всю конференцию обработал и разработал хартию с помощью группы международных конституционных юристов. В ней приняли участие более 460 делегатов, представляющих различные подкланы и социальные слои. В июле была принята временная хартия, и были избраны президент и вице-президент, что ознаменовало создание Сомалийского Государства Пунтленд.

### Конституция 2001 года
Переходная конституция была принята палатой представителей Пунтленда 5 июня 2011 года. В соответствии со статьёй 28 была создана конституционная комиссия и предложена новая конституция.
Конституция основывалась на следующих положениях:
- Исламский шариат;
- Система обмена идеями и коллективного принятия решений;
- Пропорциональность правительственной власти: законодательной, судебной и исполнительной;
- Децентрализация государственной власти;
- Многопартийная система;
- Существование частной собственности и свободного рынка;
- Защита основных прав и жизни, безопасности и общей стабильности.

Новая Конституция состоит из:
1. 5 частей, в каждую из которых входят разделы и статьи
2. последовательно изложенных 11 разделов и 100 статей

## Положения действующей конституции Пунтленда
Действующая конституция Пунтленда была принята 18 апреля 2012 года. Из 480 представителей 472 представителя проголосовали за принятие проекта конституции.

### Раздел I: «Государство Пунтленд и его основополагающие принципы»
- Статья 1 — Название и цель
- Статья 2 — Верховенство закона
- Статья 3 — Система правления
- Статья 4 — Народ
- Статья 5 — Перепись
- Статья 6 — Территория и границы
- Статья 7 — Язык
- Статья 8 — Религия
- Статья 9 — Столица
- Статья 10 — Флаг, герб и гимн

### Раздел II: «Основные права и гарантии личности»
- Глава 1 — Индивидуальные права и их приостановление
  - Раздел 1 — Индивидуальные права
  - Раздел 2 — Состояние исключения личных свобод
- Глава 2 — Социальные права
  - Раздел 1 — Семья
- Глава 3 — Гражданство и избирательные процедуры

### Раздел III: «Экономика»
- Статья 46 — Цель экономического порядка
- Статья 47 — Социально-экономическая система свободного предпринимательства
- Статья 48 — Природные ресурсы
- Статья 49 — Защита окружающей среды
- Статья 50 — Роль государства в экономике
- Статья 51 — Совместные предприятия
- Статья 52 — Сделка с публичным имуществом
- Статья 53 — Национализация частной собственности

### Раздел IV: «Структура правительства»
- Глава 1 — Основные органы государства
  - Статья 54 — Парламентский режим
  - Статья 55 — Три государственных органа
  - Статья 56 — Разделение органов
  - Статья 57 — Сотрудничество органов
- Глава 2 — Законодательное собрание
  - Раздел 1 — Палата представителей
  - Раздел 2 — Процесс формирования права
- Глава 3 — Исполнительная власть
- Глава 4 — Судебная власть
- Глава 5 — Другие основные институты государства
  - Раздел 1 — Генеральная прокуратура
  - Раздел 2 — Управление по защите и поощрению прав человека
  - Раздел 3 — Генеральный аудитор
  - Раздел 4 — Избирательный орган
- Глава 6 — Областная и районная администрация
  - Раздел 1 — Администрация области
  - Раздел 2 — Районные администрации

### Раздел V: «Административное правительство Пунтленда»
- Глава 1 — Государственная служба
- Глава 2 — Государственные финансы

### Раздел VI: «Верховенство и реформа Конституции»
- Статья 133 — Приоритет конституции
- Статья 134 — Конституционные реформы
- Статья 135 — Согласование данной конституции с федеральной конституцией
- Статья 136 — Обеспечение соблюдения конституции